# Teatre Alemany de Berlín

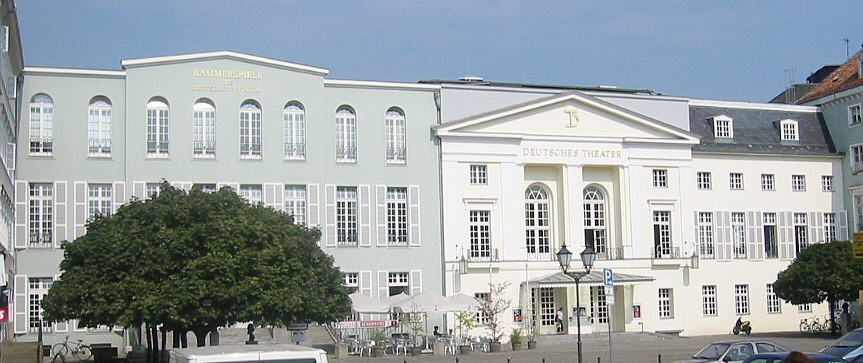
El Deutsches Theater (dreta) i la Kammerspiele a l'esquerra

El Deutsches Theater (Teatre Alemany) és un famós teatre de Berlín. Està situat a la Schumannstraße del barri històric de Friedrich-Wilhelm-Stadt, al districte de Mitte. Va ser inaugurat el 1850 i batejat com a Friedrich-Wilhelmstädtisches Theater. El teatre donava cabuda a aproximadament 600 persones i comptava inicialment amb un únic repertori. Estava especialitzat en operetes.
Des de finals del segle xix va ser un escenari privat amb una llista de repertoris per a un públic de la classe mitjana. El 1883 va adoptar el seu nom actual sota la direcció d'Adolf L'Arronge, qui aportà la companyia Meiningen Ensemble. Otto Brahm, el màxim exponent del naturalisme a Alemanya, va passar a dirigir el teatre l'any 1894. Brahm promogué produccions clàssiques juntament amb les darreres novetats del teatre realista.
Al segle xx es va consagrar a obres clàssiques i a un públic més aviat conservador. Actualment és un dels teatres més importants de Berlin i un dels quatre teatres berlinesos gestionats amb diners públics.